# Ascalaphomerus humeralis
Ascalaphomerus humeralis là một loài Trichoptera trong họ Calamoceratidae. Loài này có ở miền Ấn Độ - Mã Lai và miền Cổ bắc.